# 高橋慎治
髙橋 慎治（たかはし しんじ、1980年7月16日 - ）は、日本の元男子バレーボール選手、指導者。

## 来歴
愛媛県松山市出身。松山工業高校を卒業後、松山大学へ進学。大学卒業後の2003年に旭化成スパーキッズに入団した。
2006年5月の旭化成の廃部に伴い、8月にNECブルーロケッツへ移籍。チームのセッターとして第56回黒鷲旗大会優勝、第57回黒鷲旗大会準優勝を経験したが、2009年5月にNECが無期限休部を発表。事実上の廃部となった。
移籍先のジェイテクトSTINGSでは、2009/10V・チャレンジリーグの初優勝に貢献し、最高殊勲選手賞を受賞した。2013年のV・プレミアリーグ昇格にも貢献した。
2014年4月、日本代表に初選出された。
旭化成、NEC所属時も含め、2004年から2014年まで10大会連続でV・チャレンジマッチ（Vプレミア・Vチャレンジリーグ入れ替え戦）に出場した珍記録を持っている。2014/15V・プレミアリーグでジェイテクトは6位に入り、2015年はV・チャレンジマッチ出場回避となった。
2018年に現役引退し、そのままジェイテクトの監督に就任。監督初年度となる2018-19シーズンは、V1で7位に甘んじ、ファイナル6進出を逃すという厳しいスタートとなった。しかし、2019-20シーズンでチームは躍進し、V1で優勝を果たし、自身は優秀監督賞と松平康隆賞を受賞した。
2021年、2020-21シーズン終了をもって監督を退任しマネジメントスタッフに就任。2023年はチームディレクター、2024年からはGMを務める。

## 人物
- 豊田合成トレフェルサに所属していたセッター高橋幸造は弟。

## 球歴
- 日本代表 - 2014年

## 受賞歴
- 2010年 - 2009/10V・チャレンジリーグ 最高殊勲選手賞
- 2020年 - 2019-20 V.LEAGUE DIVISION1 優秀監督賞、松平康隆賞

## 所属チーム
- 松山工業高校
- 松山大学
- 旭化成スパーキッズ（2003-2006年）
- NECブルーロケッツ（2006-2009年）
- ジェイテクトSTINGS（2009-2018年）